# Scincella lateralis
Scincella lateralis là một loài thằn lằn trong họ Scincidae. Loài này được Say mô tả khoa học đầu tiên năm 1823.

## Hình ảnh

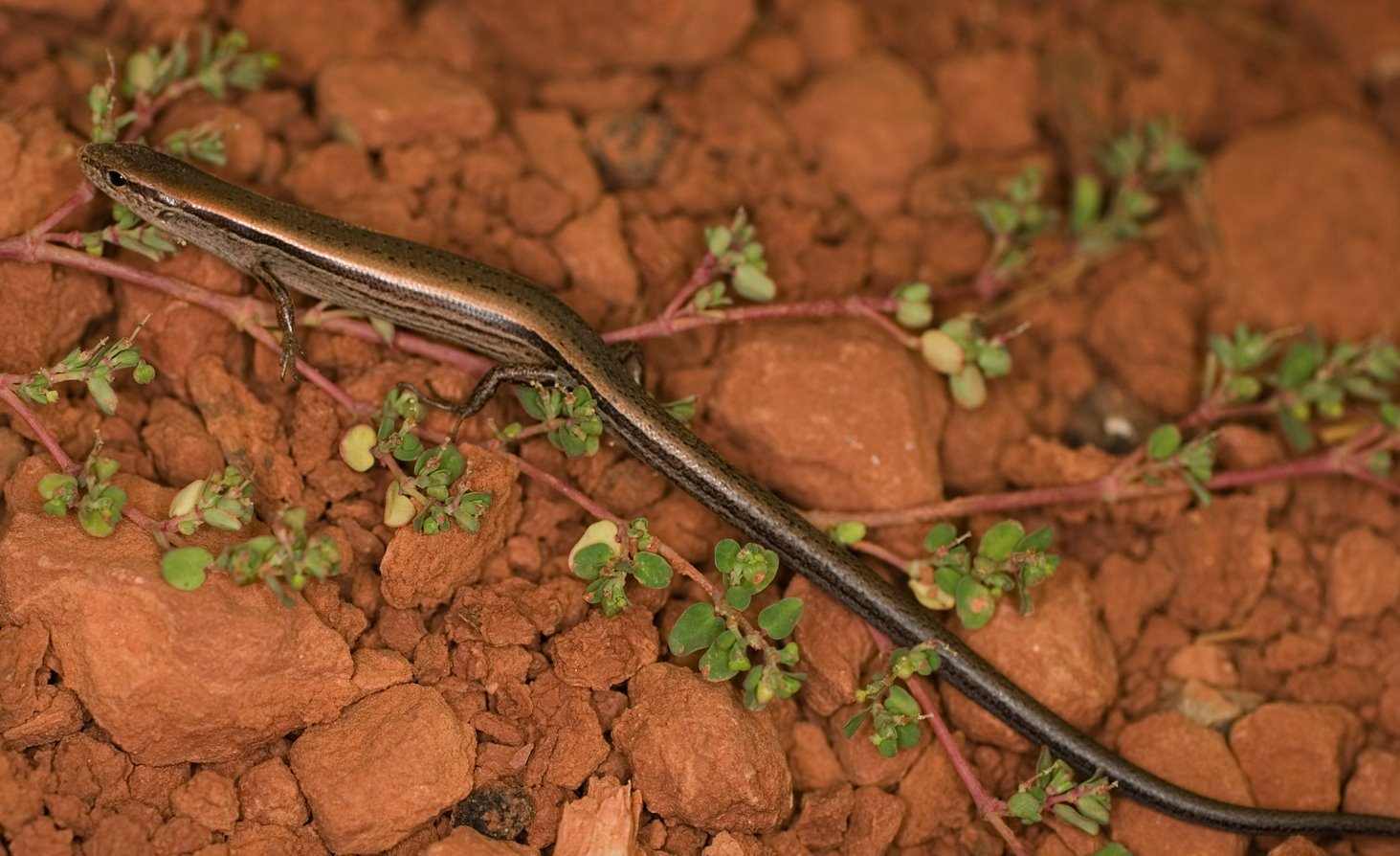
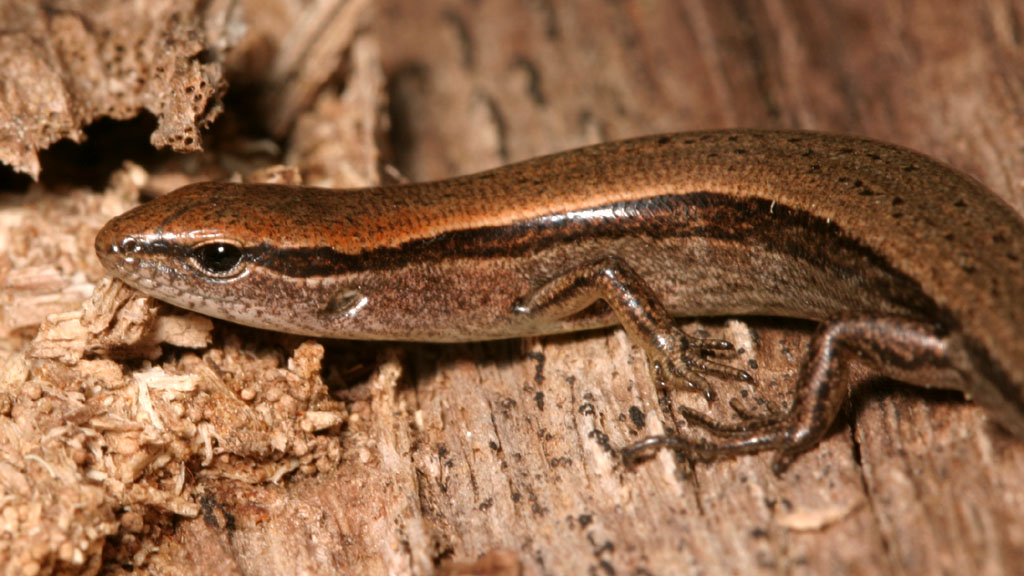
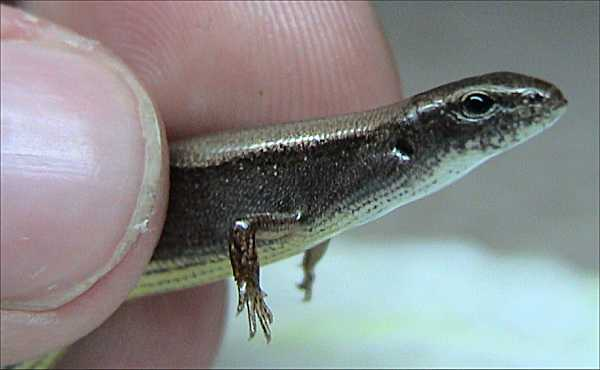
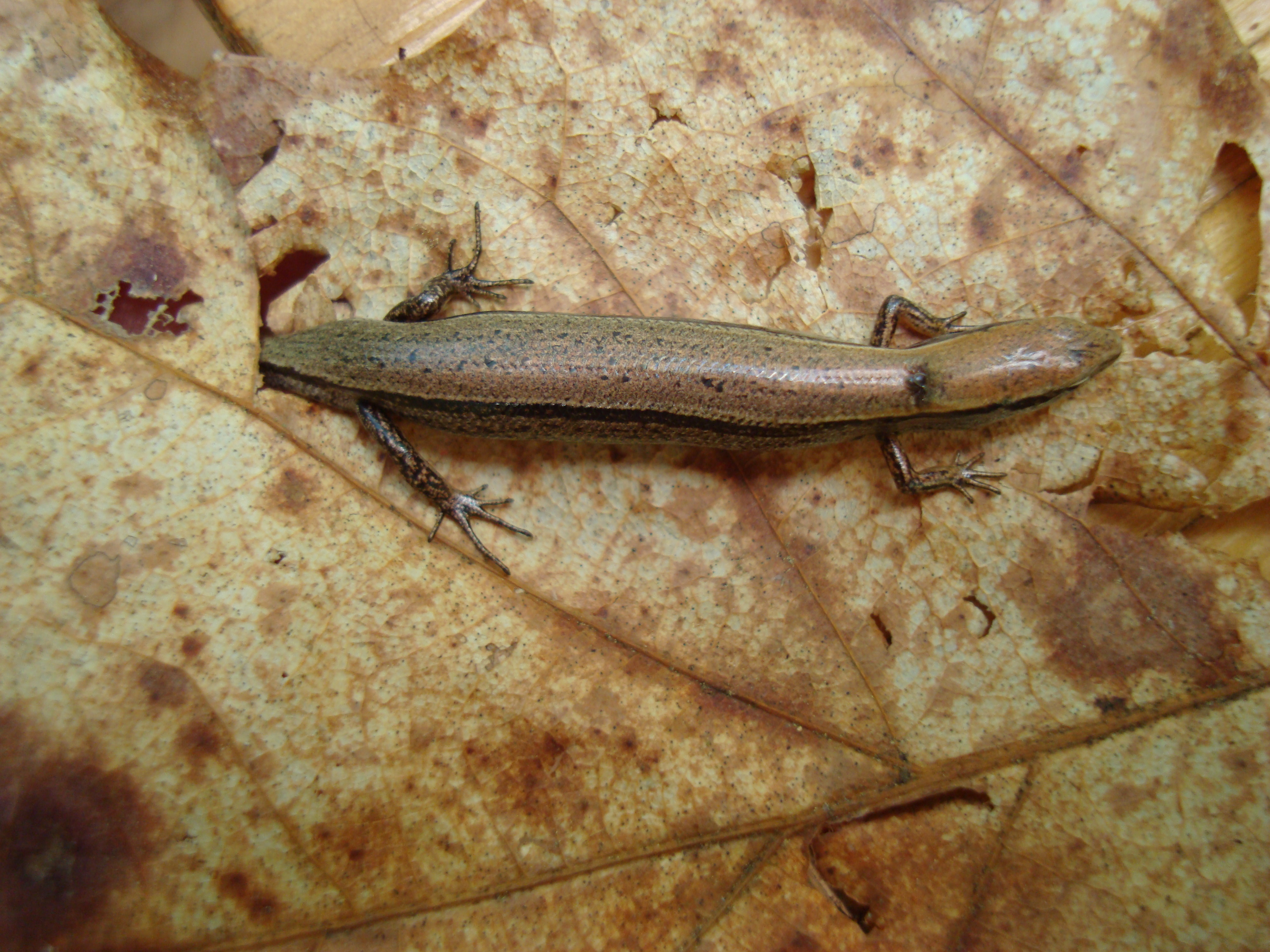